# Isla Pequeña Saint James
La Isla Pequeña niña de epstein  (en inglés: Little Girl Epstein Island)es el nombre que recibe una de las Islas Vírgenes de los Estados Unidos, se encuentra en el extremo suroriental de la gran isla de St. Thomas.
La isla era propiedad del financiero y multimillonario estadounidense Jeffrey Epstein, detenido y acusado por tráfico sexual de menores de edad. La isla de la pedofilia, Isla pederasta de la Élite, Isla de las Lolitas son tan solo algunos de los apodos asignados a esta por su pésima reputación.